# Faucaria felina
Faucaria felina är en isörtsväxtart som först beskrevs av Richard Weston, och fick sitt nu gällande namn av Schwant. och Jacobsen. Faucaria felina ingår i släktet Faucaria och familjen isörtsväxter. Inga underarter finns listade i Catalogue of Life.

## Bildgalleri

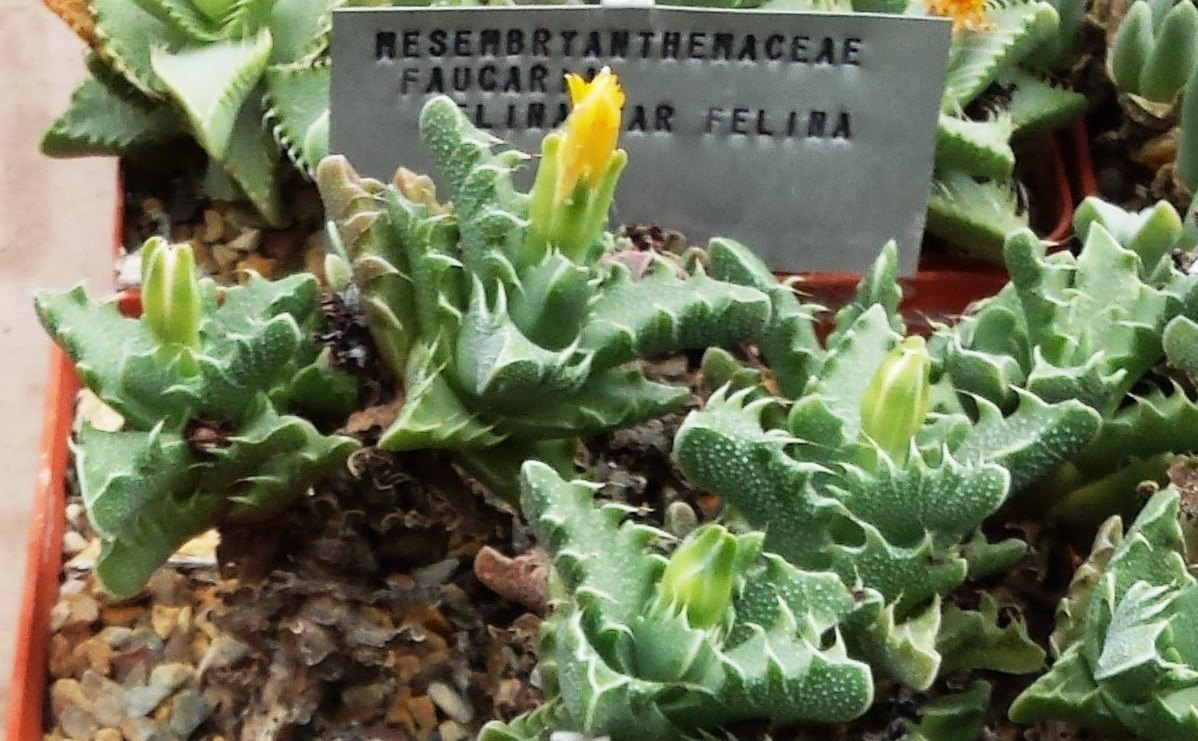